# 정승연 (판사)
정승연(鄭丞娟, 1976년 9월 6일 ~ )은 대한민국의 법조인으로, 서울중앙지방법원 판사이다. 서울 출생으로, 서울대학교 대학원을 나왔다. 배우 송일국의 부인이고, 쌍둥이 3형제를 두어, "삼둥이 엄마"라고도 불린다.
2019년 "버닝 썬 게이트 사건 1차 초기 재판 관련 선고"를 공동 담당 판결하였다.

## 주요 경력
- 부산지방법원 예하 판사
- 인천지방법원 예하 판사
- 서울중앙지방법원 예하 판사

## 가족 관계
- 시아버지 : 송정웅
- 시어머니 : 김을동
  - 시누이 : 송송이
  - 배우자 : 송일국
    - 자녀: 송대한, 송민국, 송만세

## 학력
- 세화여자고등학교 (졸업)
- 서울대학교 법학과 (졸업)
- 서울대학교 대학원 법학과 (졸업)